# Pieter Corneliszoon Hooft
Pieter Corneliszoon Hooft, nizozemski pisatelj, pesnik, dramatik in zgodovinar, * 16. marec 1581, Amsterdam, † 21. maj 1647, Haag.
Hooft, ki je deloval v času nizozemske zlate dobe, se je sprva ukvarjal s književnostjo, toda od 1618 naprej se je primarno ukvarjal z zgodovino; njegovo priljubljeno področje je bila osemdesetletna vojna.

## Dela
Drame
- Geeraerdt van Velsen ( 1613)
- Achilles en Polyxena (1614)
- Theseus en Ariane (1614)
- Granida (1615)
- Baeto, oft oorsprong der Holanderen (1626)
- Warenar (1670)

Pesmi
- Emblemata amatoria: afbeeldingen van minne (1611)

Zgodovinopisje
- Nederlandse historiën (1642-1656)